# مازراتی کیالامی

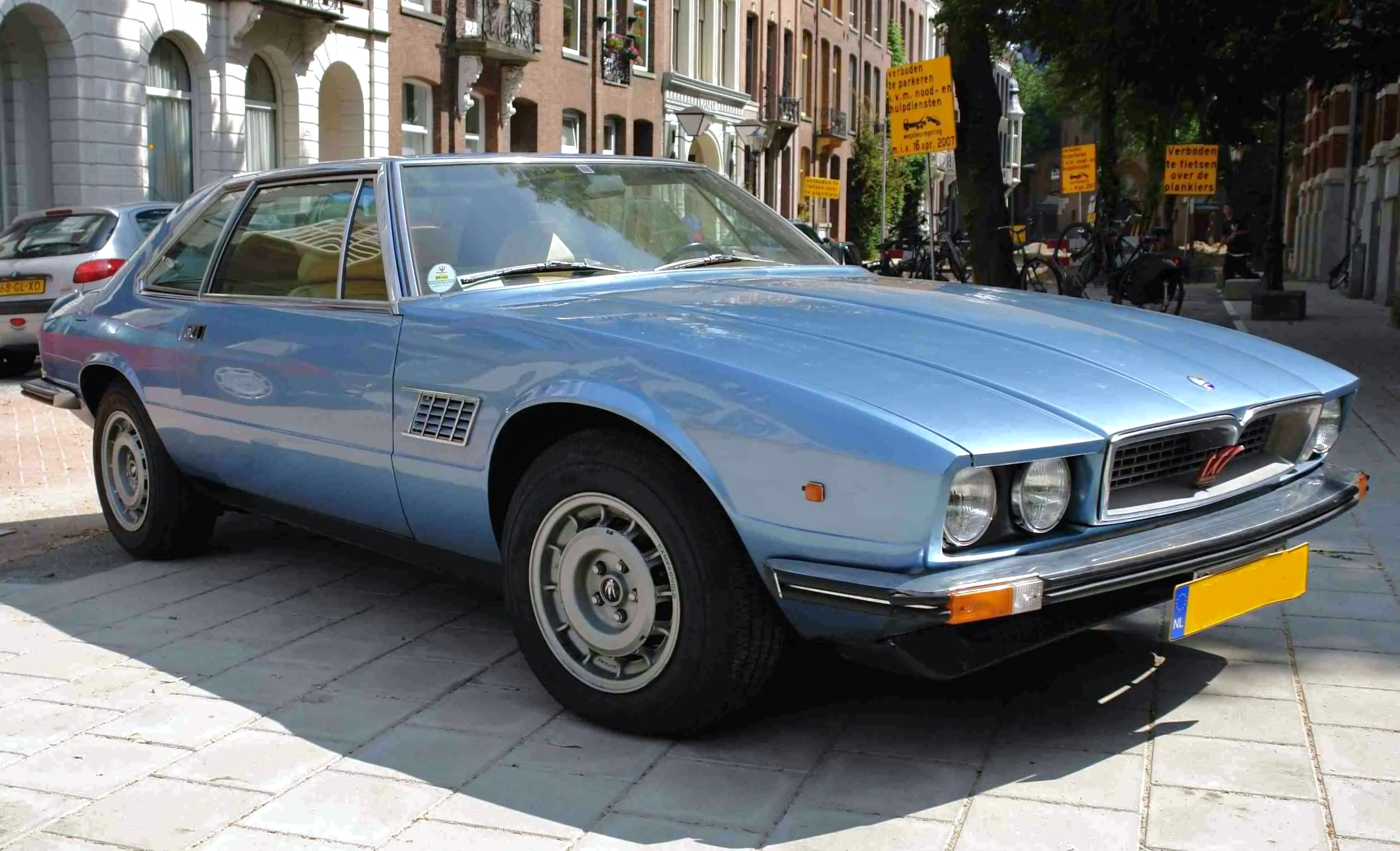

مازراتی کیالامی (Maserati Kyalami) خودرویی است که در سال‌های ۱۹۷۶ تا ۱۹۸۳تولید شده‌است. سیستم جعبه‌دندهٔ آن ۳ دنده به دو صورت خودکار و دستی است.